# Urcy
Urcy é uma comuna francesa na região administrativa da Borgonha-Franco-Condado, no departamento de Côte-d'Or. Estende-se por uma área de 8,3 km². Em 2010 a comuna tinha 155 habitantes (densidade: 18,7 hab./km²).